# Suicide Vampire
Suicide Vampire è il quarto album dei Theatres des Vampires, pubblicato nel 2002. Tratta più in profondità il tema del vampiro che prova emozioni.

## Tracce
1. Theatre of Horrors – 4:06
2. Lilith Mater Inferorum – 3:45
3. La Danse Macabre Du Vampire – 3:39
4. Queen of the Damned – 4:19
5. Bloodlust – 4:32
6. TenebraDentro – 4:29
7. Suicide Vampire – 5:48
8. Il Vampiro – 4:25
9. Der Makabere Tanz Des Vampires (German Version) – 3:42
10. Enthrone the Dark Angel (Version 2002) – 3:17